# Gordon Lowe
Pour les articles homonymes, voir Lowe.
Francis Gordon Lowe, né le 21 juin 1884 à Edgbaston et mort le 17 mai 1972 à Londres, 2e baronnet, est un joueur de tennis britannique. Il a remporté l'Open d'Australie en 1915.

## Palmarès (partiel)

### Titres en simple messieurs
|   | Date       | Nom et lieu du tournoi               | Catégorie    | Surface      | Finaliste                      | Score              | Tableau |
| - | ---------- | ------------------------------------ | ------------ | ------------ | ------------------------------ | ------------------ | ------- |
| 1 | 13/08/1915 | Australasian Championships, Brisbane | Grand Chelem | Gazon        | Horace Rice                    | 4-6, 6-1, 6-1, 6-4 | Tableau |
| 2 | 1920       | Tournoi de Monte-Carlo, Monte-Carlo  |              | Terre battue | Josiah Ritchie                 | 7-5, 6-2           | Tableau |
| 3 | 1921       | Tournoi de Monte-Carlo, Monte-Carlo  |              | Terre battue | Algernon Kingscote             | 6-1, 0-6, 6-4,6-2  | Tableau |
| 4 | 1923       | Tournoi de Monte-Carlo, Monte-Carlo  |              | Terre battue | Francis Riou Leighton Crawford | 6-2, 6-4, 6-4      | Tableau |

### Finales en simple messieurs
|    | Date | Nom et lieu du tournoi              | Catégorie | Surface      | Vainqueur       | Score         | Tableau |
| -- | ---- | ----------------------------------- | --------- | ------------ | --------------- | ------------- | ------- |
| 11 | 1914 | Tournoi de Monte-Carlo, Monte-Carlo |           | Terre battue | Anthony Wilding | 6-2, 6-3, 6-2 | Tableau |

### Titres en double messieurs
Aucun

### Finales en double messieurs
|   | Date       | Nom et lieu du tournoi              | Catégorie    | Surface | Vainqueurs                      | Partenaire     | Score              | Tableau |
| - | ---------- | ----------------------------------- | ------------ | ------- | ------------------------------- | -------------- | ------------------ | ------- |
| 1 | 30/12/1912 | Australasian Championships Hastings | Grand Chelem | Gazon   | Charles Dixon James Cecil Parke | Alfred Beamish | 6–4, 6–4, 6–2      | Tableau |
| 2 | 13/08/1915 | Australasian Championships Brisbane | Grand Chelem | Gazon   | Horace Rice Clarence Todd       | Bert St. John  | 8-6, 6-4, 7-9, 6-3 | Tableau |
| 3 | 20/06/1921 | The Championships Wimbledon         | Grand Chelem | Gazon   | Randolph Lycett Max Woosnam     | Arthur Lowe    | 6-3, 6-0, 7-5      | Tableau |

### Titres en double mixte
Aucun

### Finales en double mixte
Aucune